# Camasca
Camasca è un comune dell'Honduras facente parte del dipartimento di Intibucá.
Il comune figurava già come entità autonoma nel censimento del 1791.